# Küppers
Küppers ist ein deutscher Familienname.

## Herkunft und Bedeutung
Küppers ist ein Berufsname und bezieht sich auf den Küfer. Er ist hauptsächlich im Rheinland nördlich der Dorp-Dorf-Linie im ripuarischen Sprachgebiet verbreitet, wo Küpper die traditionelle mundartliche Bezeichnung für den Beruf war, der in anderen deutschsprachigen Gegenden Böttcher, Bender, Kiefer, Schäffler oder Fassbender genannt wurde. Die Bekanntheit der ehemaligen Biermarke Küppers Kölsch trägt dazu bei, dass der Name auch im allgemeinen Bewusstsein heute noch häufig mit Bier assoziiert wird.

## Varianten
- Cüppers, Küpers, Küpper, Kupers

Die verschiedenen Varianten des Familiennamens sind im Kernverbreitungsgebiet unterschiedlich verteilt: Während die Namen Küppers und Küpper überall im Rheinland vertreten sind, beschränken sich die Varianten ohne Konsonantenverdoppelung, also Küpers und Küper, hauptsächlich auf das nördliche Gebiet am Niederrhein nahe der Niederlande, wo der Name in der Form Kupers oder Kuijpers ebenfalls geläufig ist. Varianten mit C im Anlaut wie Cüppers oder Cüpper finden sich dagegen fast ausschließlich im Raum Aachen und im deutschsprachigen Belgien. Die mit einem -s auslautenden Varianten wie Küppers beinhalten die Berufsbezeichnung mit einem patronymischen Genitiv.

## Namensträger
- Adetoun Küppers-Adebisi (* 1969), deutsche Wirtschaftsingenieurin und Aktivistin
- Albert Küppers (1842–1929), deutscher Bildhauer
- Anneliese Küppers (1929–2010), deutsche Dressurreiterin
- Arnd Küppers (* 1973), deutscher römisch-katholischer Theologe
- Bernd-Olaf Küppers (* 1944), deutscher Physiker und Philosoph
- Bernhard Küppers (1934–2008), deutscher Architekt
- Erica Küppers (1891–1968), deutsche evangelische Theologin und Verfolgte des Naziregimes
- Ernst Küppers (1904–1976), deutscher Schwimmer
- Ernst-Joachim Küppers (1942–2025), deutscher Schwimmer
- Eva-Maria Voigt-Küppers (* 1958), deutsche Politikerin (SPD), MdL
- Günter Küppers (* 1939), deutscher Physiker und Wissenschaftsforscher
- Gustav Adolf Küppers (1894–1978), deutscher Siedlungsforscher und Topinamburzüchter
- Hans Küppers (Politiker) (1934–2009), deutscher Politiker (CDU) und Stadtplaner
- Hans Küppers (1938–2021), deutscher Fußballspieler
- Hans-Georg Küppers (* 1954), deutscher Kulturpolitiker
- Harald Küppers (1928–2021), deutscher Sachbuchautor über Farbenlehre
- Heinrich Küppers (Pfarrer) (1896–1955), katholischer Pfarrer und Gegner des NS-Regimes
- Heinrich Küppers (Historiker)  (* 1939), deutscher Historiker
- Horst Küppers (1933–2025), deutscher Kristallograph und Hochschullehrer
- Ignaz Küppers (1841–1920), deutscher Turner und Turnpädagoge
- Jochem Küppers (1946–2021), deutscher Altphilologe
- Jürgen Küppers (1943–2019), deutscher Physiker
- Kurt Küppers (Jagdflieger) (1894–1971), Jagdflieger im Ersten Weltkrieg im Jagdgeschwader Nr. 1
- Kurt Küppers (* 1929), deutscher Fußballspieler
- Leo Küppers (1880–1946), deutscher Genremaler der Düsseldorfer Schule
- Leonhard Küppers (1903–1985), deutscher Priester, Kunsthistoriker und Schriftsteller
- Lisa Küppers (* 1999), deutsche Schauspielerin
- Manfred Müller-Küppers (1927–2015), deutscher Kinder- und Jugendpsychiater
- Michael Küppers-Adebisi (* 1965), deutscher Performancekünstler
- Mona Küppers (* 1954), deutsche Sportfunktionärin und Frauenrechtlerin
- Otto Küppers (1888–1986), deutscher Maler
- Paul Küppers (1858–1936), deutscher Journalist, Politiker und lokaler Historiker
- Paul Erich Küppers (1889–1922), deutscher Kunsthistoriker, Kurator und Autor
- Ralf Küppers (* 1962), deutscher Biologe und Hochschullehrer
- Sophie Lissitzky-Küppers (1891–1978), deutsche Kunsthistorikerin und Kunstsammlerin
- Stefan Küppers (* 1968), deutscher Roman- und Spieleautor
- Topsy Küppers (1931–2025), österreichische Schauspielerin, Sängerin und Autorin
- Ute Küppers-Braun, deutsche Historikerin und Hochschullehrerin
- Walter Küppers (Theologe) (Walter Johann Küppers; 1872–1951), deutscher Theologe
- Walter Küppers (Kameramann), deutscher Kameramann
- Werner Küppers (1905–1980), deutscher alt-katholischer Theologe
- Werner Schaurte-Küppers (* 1961), deutscher Unternehmer und Verbandsfunktionär
- Winfried Küppers (* 1944), deutscher Schauspieler und Synchronsprecher